# Campionato del mondo di calcio da tavolo 2004 - Categoria squadre Under-15

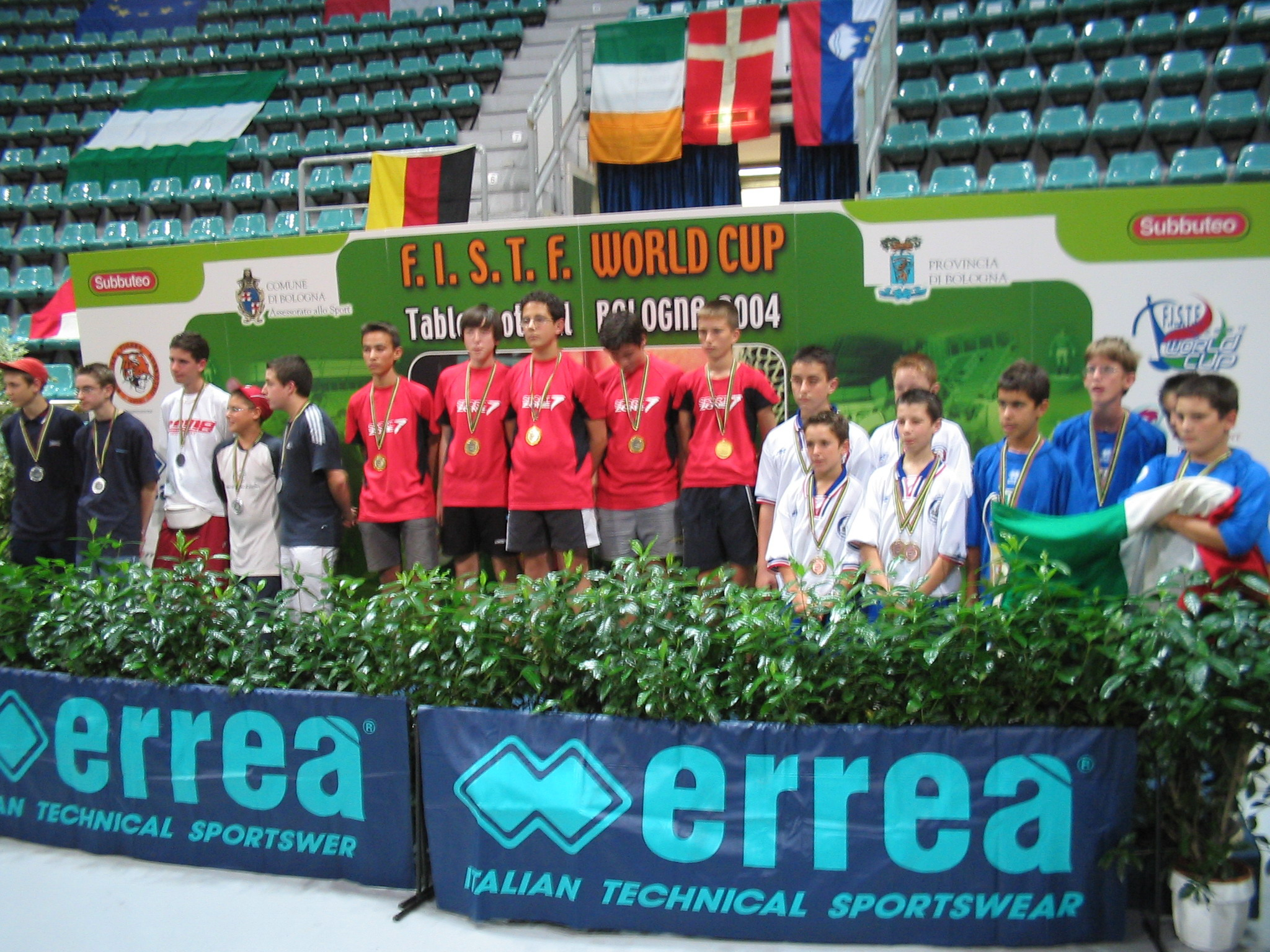
Il podio della categoria Under15 a squadre

Il Campionato del Mondo di Calcio da tavolo di Bologna in Italia.
Fasi di qualificazione ed eliminazione diretta della gara a squadre della Categoria Under15 (19 settembre).
Per la classifica finale vedi Classifica.
Per le qualificazioni delle altre categorie:
- squadre individuale Open
- squadre Open
- individuale Under19
- squadre Under19
- individuale Under15
- individuale Veterans
- squadre Veterans
- individuale Femminile
- squadre Femminile

## Girone 1

### Belgio-Italia4-0
| Thibaut Buron  | Leonardo Praino | 2-1 |
| Michaël Denooz | Luca Schiorlin  | 1-0 |
| Justin Leroy   | Matteo Muccioli | 3-0 |
| Emilien Liard  | Mattia Bellotti | 2-1 |

### Austria-Francia1-2
| Roman Karnthaler  | Johan Fouquet    | 1-1 |
| Christian Haas A. | Joris Bois       | 1-2 |
| Peter Zeilinger   | Benjamin Garnier | 0-2 |
| Thomas Karnthaler | Tommy Neyron     | 1-0 |

### Belgio-Francia4-0
| Emilien Liard / Michaël Denooz | Tommy Neyron     | 1-0 |
| Thibaut Buron                  | Johan Fouquet    | 2-0 |
| Maxime Castel                  | Joris Bois       | 2-0 |
| Justin Leroy                   | Benjamin Garnier | 5-1 |

### Belgio-Portogallo0-4
| Michaël Denooz | Luis Ferreira     | 1-3 |
| Emilien Liard  | Bruno Fonseca     | 0-4 |
| Thibaut Buron  | Ricardo Margarido | 0-1 |
| Maxime Castel  | Ricardo Barros    | 0-2 |

### Italia-Austria1-0
| Luca Schiorlin  | Peter Zeilinger   | 1-0 |
| Matteo Muccioli | Christian Haas A. | 1-1 |
| Leonardo Praino | Roman Karnthaler  | 1-1 |
| Mattia Bellotti | Thomas Karnthaler | 2-2 |

### Austria-Belgio0-3
| Christian Haas A. | Emilien Liard  | 0-1 |
| Roman Karnthaler  | Justin Leroy   | 0-4 |
| Thomas Karnthaler | Maxime Castel  | 1-2 |
| Peter Zeilinger   | Michaël Denooz | 0-0 |

### Portogallo-Italia3-1
| Ricardo Margarido | Luca Schiorlin  | 0-1 |
| Bruno Fonseca     | Matteo Muccioli | 1-0 |
| Luis Ferreira     | Leonardo Praino | 5-0 |
| Ricardo Barros    | Mattia Bellotti | 3-0 |

### Austria-Portogallo0-3
| Roman Karnthaler  | Ricardo Margarido | 1-1 |
| Christian Haas A. | Bruno Fonseca     | 0-4 |
| Peter Zeilinger   | Ricardo Barros    | 0-3 |
| Thomas Karnthaler | Luis Ferreira     | 1-2 |

### Italia-Francia0-3
| Luca Schiorlin  | Tommy Neyron     | 1-1 |
| Matteo Muccioli | Joris Bois       | 0-1 |
| Leonardo Praino | Benjamin Garnier | 0-5 |
| Mattia Bellotti | Johan Fouquet    | 0-1 |

### Portogallo-Francia4-0
| Ricardo Barros    | Tommy Neyron     | 2-1 |
| Bruno Fonseca     | Joris Bois       | 5-0 |
| Luis Ferreira     | Benjamin Garnier | 3-1 |
| Ricardo Margarido | Johan Fouquet    | 4-0 |

## Finale

### Belgio-Portogallo1-3
| Michaël Denooz | Ricardo Barros    | 0-2 |
| Justin Leroy   | Bruno Fonseca     | 3-4 |
| Thibaut Buron  | Luis Ferreira     | 0-1 |
| Maxime Castel  | Ricardo Margarido | 2-1 |